# Omega Leonis
ω Leonis (2 Leonis, * ome Leonis) è una stella gialla di sequenza principale variabile di classe spettrale G1 V situata nella costellazione del Leone.
È visibile a occhio nudo in assenza di inquinamento luminoso, con una magnitudine apparente di circa 5,4, e dista circa 112 anni luce dalla Terra..
Per la sua posizione vicina all'eclittica, viene spesso occultata dalla Luna, e potenzialmente dai pianeti, generalmente quelli interni, anche se non è stata registrata una tale occultazione negli ultimi due secoli.
Le ultime occultazioni lunari, invece, sono avvenute rispettivamente l'8 febbraio 2012, il 3 aprile 2012 e l'11 ottobre 2012 e il 1º gennaio 2013.

## Caratteristiche fisiche
La stella è in realtà una binaria visuale, composta da due stelle di magnitudine +5,9 e +6,5 separate da 0,5 secondi d'arco; il periodo orbitale attorno al comune centro di massa è di circa 118 anni, mentre l'eccentricità orbitale è pari a 0,557. Le masse delle due componenti, calcolate con il metodo della parallasse dinamica, sono risultate essere pari a 1,65 M☉ e 1,45 M☉.